# Cleavon Little
Cleavon Jake Little (Chickasha, Oklahoma, 1 de junho de 1939 — Sherman Oaks, 22 de outubro de 1992) foi um actor e comediante afro-americano que fez o bondoso xerife Bart no filme Blazing Saddles (1974).
Freqüentemente afligido por úlceras pépticas e problemas gástricos em geral durante toda a sua vida, Little morreu de câncer colorretal em sua casa na área de Los Angeles em 22 de outubro de 1992. Seu corpo foi cremado e as cinzas foram espalhadas no Oceano Pacífico. Seu atestado de óbito, no entanto, afirma que eles estavam espalhados no porto de Nova York.
Por sua contribuição ao cinema, foi postumamente homenageado com uma estrela em 1 de fevereiro de 1994, na Calçada da Fama de Hollywood. The star is located on the south side of Hollywood Blvd., near El Cerrito Place.